# Antic campanar de la Plaça (Llançà)
L'Antic campanar de la Plaça o Torre de la Plaça és una obra romànica de Llançà (Alt Empordà) inclosa a l'Inventari del Patrimoni Arquitectònic de Catalunya. Situat a l'extrem nord-est del nucli antic de la vila, al sud-oest del nucli urbà de la població de LLançà. La torre ocupa el sector septentrional de la plaça Major, a uns trenta metres de distància de l'actual església de Sant Vicenç de Llançà.

## Descripció
Es tracta de l'únic vestigi conservat de l'antiga església medieval de Sant Vicenç, actualment desapareguda. És una torre de planta quadrada, amb la coberta piramidal de quatre vessants i distribuïda en dues plantes. La porta d'accés, que ocupa tota l'amplada del mur de llevant de la construcció, és d'arc apuntat i està bastida amb pedra desbastada i lloses de pissarra, disposades a sardinell. Els quatre paraments presenten, al pis superior, dues finestres d'arc apuntat bastides en pedra i, damunt seu, un parell d'òculs també de pedra. A les façanes de tramuntana i migdia, sota les finestres anteriors, hi ha dues obertures més d'arc rebaixat. Es conserva una altra obertura a la part inferior del parament de migdia i, en general hi ha diversos forats de bastida. El cloquer presenta un coronament de merlets esglaonats refet. L'interior de la torre mostra testimonis de reformes tardanes a les quals pertanyen les voltes actuals. La de la planta baixa és bastida amb pedruscall, mentre que la superior és rebaixada i bastida amb maons disposats a pla.
La construcció és de rebles de pissarra i argamassa, amb lloses treballades bastament als angles.

## Història
El lloc i l'església de Llançà són documentats des del segle x com a possessió dels monestir de Sant Pere de Rodes. L'any 974 el compte Gaufred d'Empúries i el seu fill Sunyer, bisbe d'Elna, donaren al cenobi un territori adjacent al que ja posseïa l'abadia a la vall de Llançà. Del mateix any 974 és una epístola del papa Benet VI a l'abat Hildesind en la qual es confirmen les possessions del cenobi, entre les quals l'"Ecclesiam sancti Vincentii quae est in valle Laciani". Aquests dominis, també amb l'expressa menció de l'església de Sant Vicenç de Llançà, es tornà a confirmar per un precepte del rei Lotari de l'any 982 i una epístola del papa Joan CV del 990 (p. E Marca, Marca Hispanica ..." 1688 cs 904, 907, 928 943). L'abadia de Sant Pere de Rodes gaudí de tots els drets jurisdiccionals sobre Llançà; en un document del 1455 es fa constar que un dels monjos ostentava el càrrec de paborde de Llançà, títol que encara existia dins la comunitat l'any 1807. El més probable és que l'església (romànica) anterior a l'actual es drecés al costat del cloquer descrit. L'actual parròquia, al sector de ponent de la plaça, és de la segona meitat del segle xviii -els anys 1760 i 1765 figuren a la portalada- i s'edificà en bona part en el lloc que ocupava el castell-palau de l 'abat.
La torre va ser reformada l'any 1891 amb la col·locació de campanes, la qual cosa va afectar part de l'estructura original del campanar, ampliant els finestrals de la façana que dona a la plaça. Aquestes encara repicaren fins a l'any 1912-15, quan finalment fou aixecat el campanar que hi ha a la parròquia, quedant l'altre en desús.
Durant els anys 80, el Departament de Cultura de la Generalitat de Catalunya i la Diputació de Girona, conjuntament amb el Ajuntament de Llançà, endegaren un projecte de neteja i restauració de l'edifici. En aquesta intervenció es varen treure els diferents cables elèctrics que es recolzaven a la torre, es restauraren les arestes, buits, finestres i murs interiors i es reparà la coberta. Per acabar, es va fer una neteja a fons tant de l'interior com de l'exterior.
Actualment està rehabilitat i s'utilitzà tant de oficina de turisme com a sala d'exposicions.
La torre tenia adossada una casa a la part inferior del costat occidental i n'havia tingut una altra a llevant, que fou enderrocada fa uns anys, guanyant així espai públic i dignificant la construcció.